# Гипофосфит магния
Гипофосфит магния — неорганическое соединение,
соль магния и фосфорноватистой кислоты с формулой Mg(PH2O2)2,
бесцветные кристаллы,
растворяется в воде,
образует кристаллогидраты.

## Получение
- Растворение оксида магния в фосфорноватистой кислоте:

{\displaystyle {\mathsf {MgO+H_{3}PO_{2}\ {\xrightarrow {}}\ Mg(PH_{2}O_{2})_{2}+H_{2}O}}}

## Физические свойства
Гипофосфит магния образует бесцветные кристаллы. 
Растворяется в воде, не растворяется в этаноле и диэтиловом эфире.
Образует кристаллогидрат состава Mg(PH2O2)2•6H2O — бесцветные кристаллы двух модификаций:
- кубическая сингония, пространственная группа P 43m, параметры ячейки a = 1,031 нм, Z = 4;
- тетрагональная сингония, пространственная группа P 42nmc, параметры ячейки a = 0,72187 нм, c = 1,04639 нм, Z = 2.

## Химические свойства
- Кристаллогидрат при нагревании ступенчато теряет воду:

{\displaystyle {\mathsf {Mg(PH_{2}O_{2})_{2}\cdot 6H_{2}O\ {\xrightarrow[{-H_{2}O}]{101^{o}C}}\ Mg(PH_{2}O_{2})_{2}\cdot H_{2}O\ {\xrightarrow[{-H_{2}O}]{182^{o}C}}\ Mg(PH_{2}O_{2})_{2}}}}
- Разлагается при нагревании:

{\displaystyle {\mathsf {Mg(PH_{2}O_{2})_{2}\ {\xrightarrow {345^{o}C}}\ MgHPO_{4}+PH_{3}}}}

## Применение
- Стабилизатор для галогенсодержащих полимеров.